# Sphaeriusoidea
De Sphaeriusoidea zijn een superfamilie van kevers uit de onderorde Myxophaga.

## Onderverdeling
De superfamilie is als volgt onderverdeeld:
- Familie Torridincolidae Steffan, 1964
  - Onderfamilie Torridincolinae Steffan, 1964
  - Onderfamilie Deleveinae Endrödy-Younga, 1997
- Familie Hydroscaphidae LeConte, 1874
- Familie Sphaeriusidae Erichson, 1845 – Oeverkogeltjes